# Alexis Trouillet
Alexis Trouillet (Saint-Priest-en-Jarez, 23 dicembre 2000) è un calciatore francese, centrocampista del Rodez.

## Caratteristiche tecniche
Centrocampista centrale dotato di buona tecnica di base ed abile negli inserimenti fra le linee, può agire anche da trequartista.

## Carriera

### Club
Cresciuto nel settore giovanile del Rennes, gioca per due stagioni e mezza con la seconda squadra nelle serie amatoriali francesi prima di passare al Nizza nel gennaio 2020. A partire dalla stagione seguente viene promosso in prima squadra ed il 29 agosto debutta fra i professionisti in occasione dell'incontro di Ligue 1 vinto 2-0 contro lo Strasburgo. Il 3 dicembre seguente debutta in Europa League subentrando nel secondo tempo dell'incontro della fase a gironi perso 3-2 contro il Bayer Leverkusen.
Il 30 agosto 2021 viene ceduto in prestito all'Auxerre.

### Nazionale
Tra il 2017 ed il 2018 ha giocato complessivamente 5 partite con la nazionale francese Under-18.

## Statistiche
Statistiche aggiornate al 22 dicembre 2020.

### Presenze e reti nei club
| Stagione        | Squadra         | Campionato      | Campionato | Campionato | Coppe nazionali | Coppe nazionali | Coppe nazionali | Coppe continentali | Coppe continentali | Coppe continentali | Altre coppe | Altre coppe | Altre coppe | Totale | Totale | Totale |
| Stagione        | Squadra         | Comp            | Pres       | Reti       | Comp            | Pres            | Reti            | Comp               | Pres               | Reti               | Comp        | Pres        | Reti        | Pres   | Reti   |        |
| --------------- | --------------- | --------------- | ---------- | ---------- | --------------- | --------------- | --------------- | ------------------ | ------------------ | ------------------ | ----------- | ----------- | ----------- | ------ | ------ | ------ |
| 2017-2018       | Rennes 2        | N2              | 7          | 0          |                 | -               | -               |                    | -                  | -                  |             | -           | -           | 7      | 0      |        |
| 2018-2019       | Rennes 2        | N3              | 10         | 1          |                 | -               | -               |                    | -                  | -                  |             | -           | -           | 10     | 1      |        |
| 2019-gen. 2020  | Rennes 2        | N3              | 9          | 0          |                 | -               | -               |                    | -                  | -                  |             | -           | -           | 9      | 0      |        |
| gen.-giu. 2020  | Nizza 2         | N3              | 1          | 0          |                 | -               | -               |                    | -                  | -                  |             | -           | -           | 1      | 0      |        |
| 2020-2021       | Nizza           | L1              | 4          | 0          | CF              | 0               | 0               | UEL                | 2                  | 0                  |             | -           | -           | 6      | 0      |        |
| Totale carriera | Totale carriera | Totale carriera | 31         | 1          |                 | 0               | 0               |                    | 2                  | 0                  |             | -           | -           | 33     | 1      |        |